# You've Got Love
«You've Got Love» es una canción escrita por Roy Orbison, Johnny Wilson y el productor musical Norman Petty, y grabada por Buddy Holly junto a su grupo The Crickets.

## Grabación
En 1957, mientras The Crickets estaban en el The Biggest Show Of Stars of 1957, dando conciertos en "teatros negros", Norman Petty reservó el Club at Tinker Air Force, en Oklahoma City. The Crickets volvieron del viaje, mientras Petty había tomado las cintas de las sesiones en Clovis, Nuevo México y junto al grupo The Picks, añadieron coros en las canciones. Buddy Holly y The Crickets realizaron proyectos para ir de Tulsa a Oklahoma, ciudad donde Petty iba a pasar la noche. EN horas de la mañana del 29 de septiembre, en la esquina del cuarto principal, The Crickets grabaron: "Maybe Baby", "An Empty Cup", "Rock Me My Baby" y "You've Got Love", todas estas canciones más tarde aparecieron en su primer álbum de estudio, The "Chirping" Crickets.

## Publicaciones
En el 27 de noviembre de 1957 se publicó el primer álbum de Buddy Holly, y primer álbum de The Crickets también, The "Chirping" Crickets, "You've Got Love" es la tercera canción del álbum.
Más tarde la canción se editó en el álbum The Very Best of Buddy Holly and the Crickets de 2009.